# Борело (Кунео)
Борело је насеље у Италији у округу Кунео, региону Пијемонт.
Према процени из 2011. у насељу је живело 116 становника. Насеље се налази на надморској висини од 514 м.